# Guerras bizantino-normandas
Diversas guerras bizantino-normandas foram travadas a partir de 1050 até 1185, quando a última invasão normanda  foi derrotada pelo Império Bizantino. Ao final do conflito, nem o normandos e nem os bizantinos podiam se gabar do resultado; em meados do século XIII, os exaustivos combates com outras potências haviam minado o poder de ambos e os turcos se aproveitaram para conquistar a Ásia Menor dos bizantinos no final do século XIV. Os normandos perderam a Sicília antes disso para os Hohenstaufen que, por sua vez, foram sucedidos pelos angevinos e, finalmente, pelos aragoneses.

## Conquista do sul da Itália (ca.1050–1071)
Os normandos são oriundos do Ducado da Normandia, na França, que foi fundado após ser concedida a alguns viquingues a permissão para que eles se assentassem na região pelo rei da França Carlos, o Simples. Os normandos e suas novas terras receberam então o nome destes "homens do norte" (em inglês:  "North men"). Na época da conquista do sul da Itália, o Império Bizantino estava em franco declínio; a administração imperial estava em frangalhos e as eficientes instituições que deram a Basílio II Bulgaróctono 250 000 soldados e recursos para sustentá-los através de um excelente controle fiscal foram destruídas em poucas décadas. As tentativas de Isaac I Comneno e de Romano IV Diógenes de reverter a situação se mostraram infrutíferas. A morte prematura do primeiro e a imerecida deposição deste último aprofundaram o declínio enquanto os normandos consolidavam suas conquistas na Sicília e na Itália.
Régio da Calábria, a capital do Tema da Calábria, foi capturada por Roberto Guiscardo em 1060. Na época, os bizantinos ainda mantinham o controle sobre umas poucas cidades costeiras na Apúlia, incluindo a capital do Catapanato da Itália, Bari. Otranto foi cercada e caiu em outubro de 1068; no mesmo ano, os normandos cercaram Bari e, depois de derrotarem os bizantinos numa série de batalhas na região e após uma fracassada tentativa de livrar a cidade, Bari se rendeu em abril de 1071, encerrando a presença bizantina no sul da Itália.

## Conquista dos Bálcãs (1081–1085)

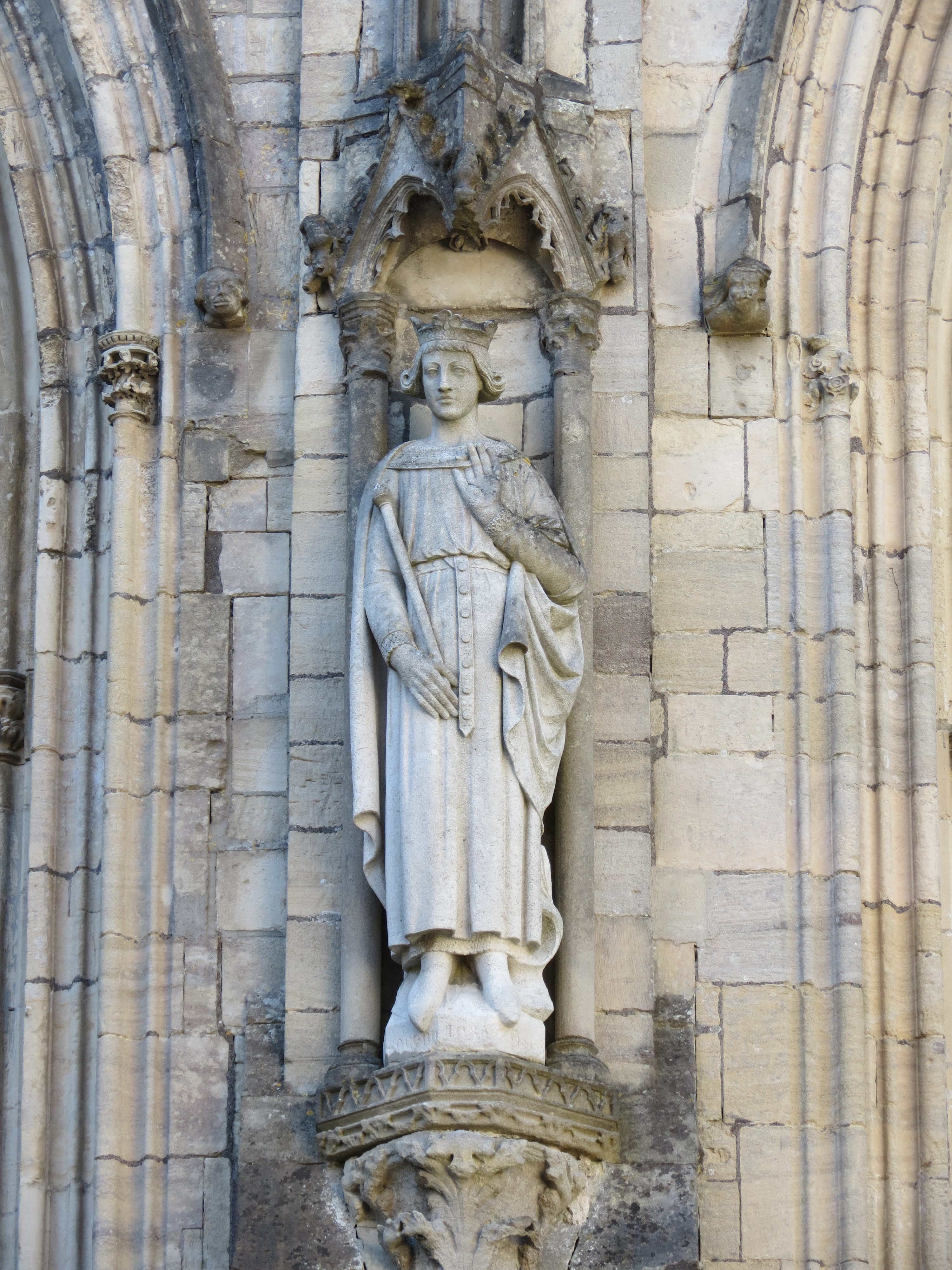
Roberto Guiscardo

Após a vitoriosa conquista do sul da Itália, os normandos não estavam dispostos a parar; o Império Bizantino continuava a declinar e parecia pronto para ser conquistado. Quando Aleixo I Comneno ascendeu ao trono, suas primeiras reformas foram emergenciais, como pedir dinheiro para a Igreja Ortodoxa - algo impensável antes - se mostraram insuficientes para deter os normandos.
Liderados pelo formidável Roberto Guiscardo e seu filho Boemundo, eles tomaram Dirráquio e Corfu, além de cercarem Lárissa, na Tessália (veja Batalha de Dirráquio). Aleixo sofreu diversas derrotas antes de conseguir contra-atacar com um mínimo de sucesso. Para reforçar sua posição, ele subornou o imperador Henrique IV com 360 000 peças de ouro para que ele atacasse os normandos na Itália, o que forçou-os a se concentrarem em suas próprias defesas em 1083 - 1084. Ele também assegurou a aliança de Henrique (conde de Monte Sant'Angelo), que controlava a península de Gargano. A aliança de Henrique seria o último exemplo de controle político na Itália peninsular. A ameaça normanda foi debelada com a morte de Guiscardo em 1085 combinada com a vitória bizantina e a crucial ajuda dos venezianos e os domínios balcânicos foram reconquistados.

## Revolta de Antioquia (1104–1140)
Após a Primeira Cruzada, um grande número de normandos naturalmente se juntaram no que parecia ser uma grande expedição ao desconhecido onde terras e espólios eram abundantes. Na época, os bizantinos conseguiram manobrar em alguma medida os agressivos normandos a atacarem (e derrotarem) os turcos seljúcidas em diversas batalhas e muitas cidades caíram. Porém, quando Antioquia caiu, os normandos se recusaram a entregá-la aos bizantinos, que demoraram para conseguir estabelecer seu domínio. Com a morte de João II Comneno, o normando Principado de Antioquia se revoltou novamente, atacando Chipre e invadindo a Cilícia, que também se revoltou. Uma resposta rápida e enérgica de Manuel I Comneno permitiu que os bizantinos conseguissem estabelecer um compromisso mais favorável com Antioquia (em 1145, por exemplo, a cidade foi forçada a prover os bizantinos com um contingente de tropas e a permitir uma guarnição bizantina na cidade). Antioquia também recebeu garantias de proteção contra ataques turcos e Noradine se absteve de atacar a região norte dos estados cruzados por causa dela.

## Segunda invasão dos Bálcãs (1147–1149)

Estados cruzados em 1135

Em 1147, o Império Bizantino sob Manuel I Comneno teve que enfrentar uma guerra iniciada por Rogério II da Sicília, cuja frota capturou a ilha bizantina de Corfu e pilhou Tebas e Corinto. Porém, apesar de estar sob ataque dos cumanos no Bálcãs, em 1148, Manuel conseguiu o apoio de Conrado III da Alemanha e dos venezianos, que rapidamente derrotou a frota de Rogério. No ano seguinte, Manuel recuperou Corfu e preparou-se para tomar a ofensiva contra os invasores, enquanto Rogério II enviava Jorge de Antioquia com uma frota de 40 navios para pilhar os subúrbios de Constantinopla. Manuel já havia concordado com Conrado sobre uma invasão conjunta e a repartição do sul da Itália e da Sicília. A renovação deste acordo com os alemães permaneceu sendo o principal objetivo da política externa de Manuel pelo resto de seu reinado, apesar das crescentes divergências entre os dois impérios após a morte de Conrado.
A morte de Rogério em fevereiro de 1154, que foi sucedido por Guilherme I, combinada com as diversas revoltas contra o novo rei da Sicília e da Apúlia, com a presença de refugiados apulianos na corte em Constantinopla e com o fracasso de Frederico Barbarossa (sucessor de Conrado) em lidar com os normandos encorajou Manuel a se aproveitar e tomar a iniciativa. Ele enviou Miguel Paleólogo e João Ducas, ambos com o prestigioso título imperial de sebasto, à frente de tropas bizantinas, dez navios e grande quantidade de ouro para invadirem a Apúlia em 1155. Os dois generais foram instruídos a solicitar o apoio de Frederico, pois ele era hostil à presença normanda na Sicília e estava ao sul dos Alpes na época, mas ele se recusou por que seu desmoralizado exército desejava voltar para casa o mais rápido possível. Ainda assim, com o apoio de alguns barões locais insatisfeito, incluindo o conde Roberto II de Bassunvilla, a expedição de conseguiu avançar rapidamente enquanto toda a região do Mezzogiorno se levantou em revolta contra a coroa siciliana e o inexperiente Guilherme II. Uma sequência de espetaculares vitórias se seguiu, com diversas fortalezas se entregando, seja pela força ou pelo apelo do ouro.

## Terceira invasão normanda dos Bálcãs (1185–1186)
Mesmo tendo a última invasão e o conflito subsequente durado menos de dois anos, a terceira invasão normanda chegou ainda mais perto de tomar Constantinopla. O incompetente governo de Andrônico I Comneno permitiu que os normandos avançassem desimpedidos em direção à capital bizantina, saqueando brutalmente Tessalônica (um lúgubre prelúdio do que Constantinopla enfrentaria menos de duas décadas depois). O pânico resultante, porém, permitiu que Isaac II Ângelo tomasse o trono e, depois de derrotar os normandos, os empurrou de volta pra Sicília, com exceção do Condado palatino de Cefalônia e Zacinto, que permaneceu sob o controle do almirante normando Margarito de Brindisi e seus sucessores até 1479.

## Resultado
Com os normandos incapazes de tomar definitivamente os Bálcãs, eles voltaram sua atenção para os assuntos europeus. Os bizantinos, por sua vez, não possuíam nem a vontade e nem os recursos para uma invasão italiana desde os tempos de Manuel Comneno. Após a terceira invasão, a sobrevivência do Império se tornou mais importante para os bizantinos do que uma mera província do outro lado do Adriático. A dinastia normanda foi sucedida em 1194 pelos Hohenstaufen que, por sua vez, foram substituídos em 1266 pelos angevinos. Os sucessivos governantes sicilianos iriam no devido tempo continuar a política normanda de conquista dos estados bizantinos no mar Jônio e na Grécia, tentando afirmar sua suserania sobre Corfu, finalmente conquistada em 1260, o Condado palatino de Cefalônia e Zacinto, o Despotado de Epiro e outros territórios (vide Latinocracia).